# St John Rural
St John Rural var en civil parish 1894–1929 när det uppgick i Brickendon Liberty, i grevskapet Hertfordshire i England. Civil parish var belägen 2 km från Hertford och hade 92 invånare år 1921.